# Nathan Bitumazala
Nathan Bitumazala (Fontainebleau, Isla de Francia, Francia 10 de diciembre de 2002) es un futbolista francés que juega en la demarcación de centrocampista o de lateral para el K. A. S. Eupen de la Segunda División de Bélgica.

## Biografía
Tras empezar a formarse como futbolista en el Savigny-le-Temple, se marchó a la disciplina del Paris Saint-Germain F. C. Finalmente hizo su debut con el primer equipo el 11 de septiembre de 2021 en la Ligue 1 contra el Clermont Foot 63, encuentro que finalizó con un resultado de 4-0 a favor del conjunto parisino tras los goles de Kylian Mbappé, Idrissa Gueye y un doblete de Ander Herrera. Al año siguiente abandonó el club para jugar en el K. A. S. Eupen belga.

## Clubes
| Club                      | País    | Año       | Partidos | Goles |
| ------------------------- | ------- | --------- | -------- | ----- |
| Paris Saint-Germain "II"  | Francia | 2021-2022 | 9        | 1     |
| Paris Saint-Germain F. C. | Francia | 2021-2022 | 1        | 0     |
| K. A. S. Eupen            | Bélgica | 2022-     | 34       | 0     |